# Konfessionalisierung

Europa zur Zeit der (durch die Reformation angestoßenen) größten Konfessionalisierung (um 1620)

Die Konfessionalisierung ist die geschichtswissenschaftliche Theorie über die ineinandergreifende Entwicklung von Kirche, Staat und Gesellschaft nach der Reformation. Sie prägt bis heute die (deutschsprachige) Erforschung der frühneuzeitlichen Geschichte Europas. Die Epoche, innerhalb derer die Konfessionalisierung im Heiligen Römischen Reich stattfand (etwa 1540 bis 1648), wird im Anschluss daran in der Forschung auch als konfessionelles Zeitalter oder Zeitalter der Konfessionalisierung bezeichnet. Im traditionellen Sprachgebrauch ist sie auch als Zeitalter der Glaubensspaltung oder Zeitalter der Glaubenskämpfe bekannt.
Zu unterscheiden ist der im Nachhinein von der Forschung geprägte Begriff der Konfessionalisierung von dem aus zeitgenössischen Quellen überlieferten Begriff des Konfessionalismus. Dieser bezeichnet im engeren Sinne eine protestantische Denkschule im Deutschland des 19. Jahrhunderts, die pointiert u. a. von Rudolf Rocholl vertreten wurde und die Spaltung des Christentums in Konfessionen bejaht. Verallgemeinert versteht man unter Konfessionalismus inzwischen eine Überbetonung der eigenen Konfession. Zuweilen wird das konfessionelle Zeitalter – insbesondere umgangssprachlich – allerdings auch als „Zeitalter des Konfessionalismus“ bezeichnet.

## Konfessionsbildung als theoretischer Vorläufer
Die Theorie der Konfessionalisierung baut auf den Arbeiten von Ernst Walter Zeeden auf, der in den 1950er Jahren als erster das Phänomen der Konfessionsbildung beschrieben hatte, wobei Zeeden mit diesem Begriff vor allem innerkirchliche Wandlungsprozesse im Zuge der Konsolidierung nach der ereignisreichen Reformationszeit angesprochen hatte: „die geistige und organisatorische Verfestigung der seit der Glaubensspaltung auseinanderstrebenden christlichen Bekenntnisse zu einem halbwegs stabilen Kirchentum nach Dogma, Verfassung und religiös sittlicher Lebensform“. Außerdem spricht Zeeden bereits vom „konfessionellen Zeitalter“.

## Grundzüge der Theorie
Die deutschen Historiker Wolfgang Reinhard und Heinz Schilling haben die Theorie dann Ende der 1970er Jahre unabhängig voneinander parallel entwickelt. Schilling sieht in der Konfessionalisierung „einen gesellschaftlichen Fundamentalvorgang, der das öffentliche und private Leben in Europa tiefgreifend umpflügte, und zwar in meist gleichlaufender, bisweilen auch gegenläufiger Verzahnung mit der Herausbildung des frühmodernen Staates und mit der Formierung einer neuzeitlichen disziplinierten Untertanengesellschaft, die anders als die mittelalterliche Gesellschaft nicht personal und fragmentiert, sondern institutionell und flächenmäßig organisiert war“. Nach dieser Auffassung hat die Spaltung der Christenheit in mehrere Konfessionen also nicht nur in der Kirche und auf religiösem Gebiet große Veränderungen bewirkt, sondern die Gesellschaft in allen Teilbereichen tiefgreifend verändert, wobei alle Konfessionen vergleichbare Entwicklungsmuster aufweisen. Die Entwicklung der drei großen Bekenntnisse verlief auch zeitlich parallel: Statt die Gegenreformation nur als Reaktion auf die Reformation zu begreifen, wird die Institutionalisierung der katholischen Reform nach dem Abschluss des Konzils von Trient in den 1560er Jahren parallelisiert mit der im Reich seit den 1560er Jahren vordringenden zweiten Reformation des reformierten (calvinistischen bzw. zwinglianischen) Bekenntnisses; zeitgleich dazu habe sich auch die lutherische Konfession erst dann zu ähnlicher institutioneller Verfestigung konsolidiert.
Diese Konzeption ist beeinflusst durch die seit den 1970er Jahren bestehende Dominanz der modernisierungstheoretisch fundierten Gesellschaftsgeschichte in der westdeutschen Geschichtswissenschaft, womit sich Wolfgang Reinhards rückblickende Einschätzung der Entdeckung erklären lässt: „Wir denken zwar, aber gleichzeitig denkt es in uns. Wie sehr aufgrund dieses überpersönlichen Trends bestimmte Schlußfolgerungen ‚in der Luft liegen‘, habe ich selbst erfahren, als Heinz Schilling zur selben Zeit mit mir, aber anscheinend völlig unabhängig von mir und auf der Basis ganz andersartigen Datenmaterials den neuen Begriff der ‚Konfessionalisierung‘ geprägt hat.“ Im Unterschied zu dem im 19. Jahrhundert von der protestantisch-preußischen Geschichtsschreibung geprägten Begriffspaar Reformation–Gegenreformation für das Zeitalter der Glaubenskämpfe, bei dem zwischen der als fortschrittlich gewerteten Reformation und der als rückschrittlich betrachteten Gegenreformation unterschieden wurde, findet in dem von Reinhard und Schilling geprägten Begriff eine stärkere Betonung der Modernisierung der frühneuzeitlichen Gesellschaft statt. Damit wird der pejorative Zug überwunden, der dem Ausdruck Gegenreformation bislang anhaftete. Nach Reinhard haben sowohl die Reformation als auch die katholische Reform und Gegenreformation zur Modernisierung Europas beigetragen.
Somit ist durch die Konfessionalisierungsthese die Religion, die im Alltagsleben der Frühen Neuzeit eine große Rolle spielte, aber in der Forschung lange vernachlässigt wurde, durch ihre Verknüpfung mit Staatsbildung und Modernisierungsparadigma wieder ins Zentrum der historiographischen Aufmerksamkeit gerückt.

## Modelle
Beide Forscher haben grundlegende Modelle für die Konfessionalisierung entwickelt, Reinhard für die inhaltliche, Schilling für die zeitliche Analyse.
Wolfgang Reinhard hat die „Geschlossenheit der neuen Großgruppe Konfession“ auf folgende Punkte gestützt:
1. Wiedergewinnung klarer theologischer Vorstellungen,
2. Verbreitung und Durchsetzung neuer Normen,
3. Propaganda und Verhinderung von Gegenpropaganda,
4. Internalisierung der neuen Ordnung durch Bildung,
5. Disziplinierung der Anhänger (im engeren Sinn),
6. Einsatz von Riten,
7. Beeinflussung der Sprache.[9]

Das nutzend, habe die Arbeit der Gemeindepriester und lokalen Lehrer Zugriff auf die Lebensführung der Untertanen geboten; die Kirchendiener wirkten also als „wichtige Transmissionsriemen zwischen staatlich-bürokratischem Zentrum und Peripherie“. Und wenn der werdende frühneuzeitliche Staat sich dieser Ressourcen zu bedienen verstand, habe er damit eine „Disziplinierung und Homogenisierung der Untertanen“ erreichen können. Konfessionsbilder gehörten zu den Mitteln, die diesen Entwicklungsprozess begleiteten.
Heinz Schilling liefert ein Vierphasenmodell für die Zeit der Konfessionalisierung innerhalb des Heiligen Römischen Reiches:
1. Vorkonfessionelle Phase: späte 1540er bis frühe 1570er Jahre → funktionierender Religionsfrieden
2. Überleitung zur konfessionellen Konfrontation in den 1570er Jahren: Verstärkte Polarisierung und Konfrontation der Konfessionen, nicht zuletzt wegen der Ausbreitung der „Zweiten Reformation“ und eines politischen Generationswechsels
3. Höhepunkt der Konfessionalisierung: 1580er bis 1620er Jahre
4. Abschluss der Konfessionalisierung: vor allem nach dem Westfälischen Frieden 1648 mit einem „irenischen Impuls“.[12]

Damit wurde auch die Geschichtsepoche zwischen 1570 und 1620, die zuvor im Schatten der herausragenden Ereignisse um die Reformation und den Dreißigjährigen Krieg gestanden hatte, in den Mittelpunkt der Forschungsdiskussion gerückt.
Wolfgang Reinhard sieht dagegen einen weiteren zeitlichen Rahmen der Konfessionalisierung: Begonnen habe sie bereits mit den fürstlichen Kirchenvisitationen in den 1520er Jahren (und den Reaktionen auf altgläubiger Seite), geendet erst mit den konfessionellen Homogenisierungsprozessen in Frankreich und Großbritannien 1685 bzw. 1688–1707 und mit der Vertreibung der Salzburger Lutheraner 1731. In letzter Zeit hat außerdem unter anderen Helga Schnabel-Schüle den Schlusspunkt durch den Westfälischen Frieden, 1648, in Frage gestellt. Auch verschiedene Forschungen zu den Konfessionsbildungen in anderen Teilen Europas haben gezeigt, dass derartige Prozesse auch in anderen Zeiträumen stattfanden. Trotzdem ist die Rede von der Konfessionalisierung inzwischen auch in die geschichtswissenschaftlichen Debatten außerhalb des deutschsprachigen Raumes eingedrungen.

## Kritik und Neuausrichtung
Der ursprünglichen Konzeption der Konfessionalisierung ging es um den Nachweis eines Zusammenhangs zwischen der Verfestigung kirchlicher Strukturen und dem Anwachsen der Staatsgewalt seit dem 16. Jahrhundert, die daher etatistisch geprägt war. Dagegen wenden sich seit den 1990er Jahren immer mehr Historiker, die auch die gesamteuropäischen Entwicklungen außerhalb des Reiches in den Blick nehmen. Als Vorreiter dieser Entwicklung gilt Heinrich Richard Schmidt. Er fordert, die staatszentrierte Sicht durch eine Konfessionsbildung von „unten“ zu ergänzen. Dabei kommt den Gemeinden und Städten, insbesondere aber den Äußerungen der einzelnen Untertanen in diesem Prozess der Modernisierung eine Rolle zu, weshalb Schmidt anhand von Gerichtsprotokollen untersucht hat, ob sich an den Glaubensüberzeugungen der Untertanen mittels des Transmissionsriemens Konfessionalisierung tatsächlich etwas geändert hat. Inzwischen wird deshalb weniger der Zusammenhang von Konfessionsbildung und Staatsbildung betont als die Auswirkung der Konfessionsbildung auf die Sozialdisziplinierung, die Ausformung eines homogenisierten Untertanenverbandes, die laut Gerhard Oestreich auf das 16. und 17. Jahrhundert zu datieren ist.
Einige weitere Grundannahmen der Konfessionalisierungsthese wurden ebenfalls bestritten; so kann Winfried Schulze in den neugebildeten Konfessionen nach wie vor keinerlei Modernisierungsimpuls erkennen, und Michael Stolleis hält daran fest, dass der frühneuzeitliche Staat nicht durch konfessionelle Bindung, sondern im Gegenteil allein durch Säkularisierung entstanden sei. Und es wurde darauf hingewiesen, dass eine konfessionelle Identität in der Bevölkerung sich tiefgreifend erst im 19. Jahrhundert ausgebildet habe, während vorher oft religiöse Indifferenz festzustellen sei. Eine Forschergruppe um Lucian Hölscher sprach in denselben Bahnen von der „späten Konfessionalisierung“ der Deutschen im 19. Jahrhundert.
Außerdem sind in den letzten Jahren, ausgehend vom Wandel der Geschichtswissenschaft durch die Neue Kulturgeschichte, die (oftmals fließenderen als bisher angenommen) Übergänge und Pluralitäten zwischen den und innerhalb der Konfessionen sowie Formen des gemischtkonfessionellen Zusammenlebens und Austauschs in den Blick gekommen, oft untersucht anhand von mikrohistorischen Regionalstudien.
Inzwischen wird die ursprüngliche Konzeption der Konfessionalisierung also kaum noch in Reinform vertreten, sondern ist immer weiter ausdifferenziert worden, wie die Bayreuther Konferenz von 2008 zu diesem Thema zeigt. Geblieben ist jedoch der Fokus der deutschsprachigen Frühneuzeitforschung auf dem Zusammenhang von Religion und Gesellschaft und der zeitlich wie funktional parallelen Entwicklung der drei großen Konfessionen, weshalb man von der Konfessionalisierung inzwischen in der Terminologie von Thomas S. Kuhn als einem (Forschungs-)Paradigma spricht – das bisher als nicht überwunden gilt.

## Konfessionalisierung in anderen Regionen
Mit Konfessionalisierung beschreibt der Historiker Serhii Plokhy auch die kirchliche Reform der Orthodoxie in der ersten Hälfte des 17. Jahrhunderts, deren Mittelpunkt Kyjiw und Petro Mohyla war, der Archimandrit der Kiewer Lawra seit 1626. Kirchliche strukturelle Reformen, die engere Anbindung an das (polnische) Königtum, die Formulierung eines Katechismus, umfangreiche Publikationstätigkeiten und die Förderung von Bildung schufen eine konfessionelle Identität, die sich gegenüber den unierten griechisch-katholischen und den westlichen Konfessionen behaupten konnte. Aus der Grenzlage der ukrainischen Gebiete und den konfliktären Einflüssen wurde so eine eigene Identität. "Die Lage der Ukraine an der religiösen Grenze zwischen dem westlichen und dem östlichen Christentum brachte nicht nur eine 'Grenzkirche', die Elemente der beiden christlichen Traditionen vereinte (eine spezielle Eigenschaft, die oft nur den Unierten zugeschrieben wird), sondern zwei.
Die Begriffe Konfessionalismus und Konfessionalisierung finden zunehmend in Medien und Wissenschaft im Zusammenhang mit Konfessionskonflikten im Nahen und Mittleren Osten Verwendung, einerseits für das auf konfessionenellem Proporz gründende politische System des Libanon, zum anderen zur Beschreibung von konfessionell geprägten Konflikten wie im Syrienkrieg, im Jemen oder im Irak, etwa zwischen Sunniten und Schiiten. Aufgrund der mangelnden Trennschärfe zur geschichtswissenschaftlichen Theorie und des unterschiedlichen kulturellen Kontexts dieser Konflikte schlägt der Orientalist und Nahost-Experte Daniel Gerlach den Begriff ‚Sektarismus‘ vor – in Anlehnung an das englische ‚sectarianism‘ oder französische ‚sectarisme‘.